# Kanton Le Marin

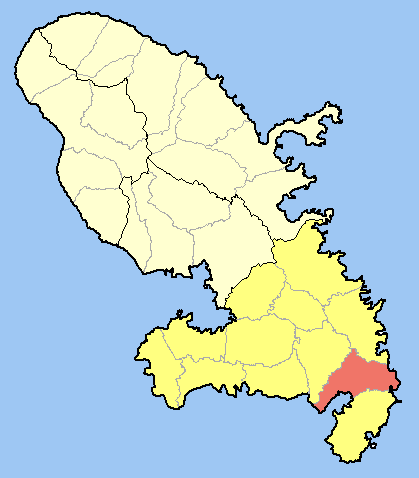
Lage des Kantons Le Marin im Arrondissement Le Marin und im Übersee-Département Martinique

Der Kanton Le Marin war ein Kanton im französischen Übersee-Département Martinique im Arrondissement Le Marin. Er umfasste den Hauptort Le Marin.
Vertreter im Generalrat des Départements war seit 1982 Rodolphe Désiré.